# Лихтенберг
Лихтенберг је једанаести административни округ (Bezirk) Берлина. Налази се источно и североисточно од центра града.
У Лихтенбергу се налази Берлински зоолошки врт. У овој четврти се налазило седиште источнонемачке обавештајне полиције Штази, која је данас музеј.
Округ има површину од 52,3 km² и 258.877 становника (2008).